# Посу-дас-Триншейрас
Посу-дас-Триншейрас (порт. Poço das Trincheiras) — муниципалитет в Бразилии, входит в штат Алагоас. Составная часть мезорегиона Сертан штата Алагоас. Входит в экономико-статистический микрорегион Сантана-ду-Ипанема. Население составляет 12 544 человека (2008 год).